# 苍梧县
苍梧县（邮政式拼音：Tsangwu）是中国广西壮族自治区梧州市所辖的一个县。位于广西东部，浔桂两江汇合地区，“瑶连五岭，总纳三江”，素有“广西水上门户”之称。縣人民政府駐石橋鎮東安街1號。

## 沿革
苍梧历史悠久，上古为虞舜巡游之地。西元前2205年舜死於蒼梧，舜之兩姊妹妻妾；女英與姐娥皇跳下湘江自盡。《史记》卷一，第52页：“舜践帝位三十九年，南巡狩，崩于苍梧之野。”。但是，古代苍梧的具体位置未有定论。竹书纪年和山海经都有关于苍梧的记载。 人们大多认为苍梧之野在湖南的九嶷山，这个九嶷山也叫苍梧山。而山西省学者姚剑先生考证认为，苍梧之野应该在山西晋南的中条山。最初的苍梧可能在现山西晋南中条山一带，后随着时代的变迁，苍梧的指代范围逐步南移。
《战国策·楚策》曰：“楚南有洞庭、苍梧。”秦朝县地属桂林郡（一说属南海郡）。汉初赵佗（南越武帝）封其宗人越光为苍梧王，治广信。前111年（汉元鼎六年）置广信县（今苍梧县及梧州市），县治广信城（今梧州市）。前106年（元封五年），置猛陵县（今人和镇、岭脚镇地），县治猛陵（今人和镇孟陵村）。广信、猛陵两县隶苍梧郡。280年（三国吴天纪四年），由广信县分置新宁县。同年，由广信县分置农城县；新宁县改名宁新县。
东晋时农城县改名遂城县。广信、猛陵、遂城、宁新4县同隶苍梧郡。到南北朝建制不变。583年（隋代开皇三年），广信县更名苍梧县。同年撤宁新县并入苍梧县。599年（开皇十九年）遂城县改名戎城县。607年（大业三年），撤猛陵县并入始安郡豪静县。苍梧县、戎城县同隶苍梧郡。苍梧县为苍梧郡治所。621年（唐武帝四年），复置猛陵县，更名为孟陵县。孟陵县、戎城县隶藤州。901年（光化四年），戎城、孟陵两县改隶桂州，苍梧县隶梧州，为州治所。971年（宋代开宝四年），撤孟陵、戎城两县并入苍梧县。苍梧县隶梧州，为州治所。
此后到民国，除隶属变迁外，苍梧县名及建置基本不变。1950年1月10日，苍梧县人民政府成立，与梧州市分治，隶梧州专区。1951年隶容县专区。1984年2月始隶梧州市。

## 人口
根據第七次人口普查數據，截至2020年11月1日零時，蒼梧縣常住人口為276766人。

## 行政区划
辖9个镇。
岭脚镇、京南镇、狮寨镇、六堡镇、梨埠镇、木双镇、石桥镇、沙头镇和旺甫镇。
县城原在龙圩镇，2013年3月迁到石桥镇，原长发镇并入京南镇，原人和镇并入岭脚镇。

## 交通
- 包茂高速、 梧柳高速、 梧州绕城高速、 207国道、 358国道过境。